# Volga-Marea Albă
Volga-Marea Albă este un sistem de canale în nord-vestul Rusiei, ce face legătura între bazinele Mării Caspice și cel al Oceanului Arctic. Traseul include și cîteva mari lacuri, inclusiv Onega. 